# Mark Helfrich (Filmeditor)
Mark Edward Helfrich (* 13. November 1957) ist ein amerikanischer Filmeditor, Filmregisseur und Fotograf.

## Leben
Während seiner Zeit an der University of Wisconsin–Madison arbeitete Mark Helfrich bereits als Filmvorführer und Radio-DJ. Nach seinem Umzug nach Los Angeles versuchte er in der Filmbranche zu arbeiten. Und bereits 1979 konnte er jeweils in Die Frau in Rot und Rock 'n' Roll High School beim Schnitt assistieren. Mit Die Rückkehr der Ninja, ein Film von Sam Firstenberg und produziert von Cannon Films, war er 1983 erstmals für den Filmschnitt eigenverantwortlich. Es folgten in den Jahren darauf Actionfilme wie Rambo II – Der Auftrag und Predator. Mit dem Regisseur und Produzenten Brett Ratner verbindet ihn seit 1997 mit Money Talks – Geld stinkt nicht. Helfrich schnitt für ihn nicht nur Filme wie Roter Drache, X-Men: Der letzte Widerstand und alle drei Rush-Hour-Filme, sondern übernahm auch den Schnitt der Pilotfolge der von Rattner produzierten Serie Prison Break. 2007 gab er mit Der Glücksbringer sein Regiedebüt, danach inszenierte er je eine Folge von Prison Break und Bones – Die Knochenjägerin.
Nebenbei fotografiert Helfrich und veröffentlichte zwei erotische Bildbände. Bei der Verleihung der Satellite Awards 2006 gewann er gemeinsam mit Mark Goldblatt und Julia Wong für die gemeinsame Arbeit an X-Men: Der letzte Widerstand den Preis für den Besten Filmschnitt.
Mark Helfrich ist Mitglied der American Cinema Editors.

## Filmografie (Auswahl)
- 1979: Die Frau in Rot (The Lady in Red) (Schnitt-Assistenz)
- 1979: Rock ’n’ Roll High School (Schnitt-Assistenz)
- 1983: Die Rückkehr der Ninja (Revenge of the Ninja)
- 1984: Breakin’
- 1984: Eis am Stiel 5 – Die große Liebe
- 1985: Rambo II – Der Auftrag (Rambo: First Blood Part II)
- 1987: Predator
- 1988: Action Jackson
- 1990: Dark Angel (Dark Angel (I come In Peace))
- 1991: Last Boy Scout – Das Ziel ist Überleben (The Last Boy Scout)
- 1991: Stone Cold – Kalt wie Stein (Stone Cold)
- 1993: Ohne Ausweg (Nowhere to Run)
- 1993: Tödliche Nähe (Striking Distance)
- 1994: Glory Days (Shake, Rattle and Rock!)
- 1994: Wilde Töchter (Runaway Daughters)
- 1995: Showgirls
- 1997: America’s Most Wanted (Most Wanted)
- 1997: Money Talks – Geld stinkt nicht (Money Talks)
- 1998: Rush Hour
- 2000: Family Man (The Family Man)
- 2000: Scary Movie
- 2001: Rush Hour 2
- 2002: Roter Drache (Red Dragon)
- 2003: Honey
- 2004: After the Sunset
- 2005–2008: Prison Break (Fernsehserie, je 1 Episode als Editor & Regisseur)
- 2006: X-Men: Der letzte Widerstand (X-Men: The Last Stand)
- 2007: Der Glücksbringer (Good Luck Chuck)
- 2007: Rush Hour 3
- 2008: Mein Schatz, unsere Familie und ich (Four Christmases)
- 2010: Bones – Die Knochenjägerin (Bones) (Fernsehserie, 1 Episode als Regisseur)
- 2011: Aushilfsgangster (Tower Heist)
- 2011: Der letzte Tempelritter (Season of the Witch)
- 2013: R.I.P.D.
- 2014: Hercules
- 2016: Nina
- 2017: Jumanji: Willkommen im Dschungel (Jumanji: Welcome to the Jungle)
- 2019: Jumanji: The Next Level
- 2024: Red One – Alarmstufe Weihnachten (Red One)

## Werke
- 2000: Naked pictures of my ex-girlfriends: romance in the 70s
- 2007: The New Erotic Photography